# Batalla de Tacubaya (1859)
La Batalla de Tacubaya tuvo lugar en 11 de abril de 1859 en las inmediaciones del antiguo pueblo de Tacubaya en el actual, Ciudad de México, México, entre elementos del ejército liberal, al mando del general Santos Degollado y elementos del ejército conservador comandados por el general Leonardo Márquez durante la Guerra de Reforma. La victoria correspondió al bando conservador, generando cuantiosas bajas a ambos bandos. Después de la batalla el general Miramón le ordenó a Márquez a fusilar a los jefes y oficiales liberales capturados en la derrota, entre los que se encontraba el jefe del Cuerpo Médico Militar, así como demás médicos liberales, es por ello que a Leonardo Márquez se le conoce como el Tigre de Tacubaya.